# Martin G. Schuneman
Martin Gerretsen Schuneman (* 10. Februar 1764 in Catskill, Provinz New York; † 21. Februar 1827 ebenda) war ein US-amerikanischer Jurist und Politiker. Zwischen 1805 und 1807 vertrat er den Bundesstaat New York im US-Repräsentantenhaus.

## Werdegang
Martin Gerretsen Schuneman wuchs während der britischen Kolonialzeit auf. Er wurde von seinem Vater unterrichtet. 1792 war er Friedensrichter in Albany County. Er ging kaufmännischen Geschäften nach und besaß ein Gasthaus (inn) in Madison. In den Jahren 1797, 1799 und 1802 war er Town Supervisor in Catskill, zuerst in Albany County und später in Greene County. Er saß zwischen 1798 und 1800 für Ulster County und im Jahr 1803 für Greene County in der New York State Assembly. 1801 nahm er als Delegierter von Greene County an der verfassunggebenden Versammlung von New York teil. Als Gegner einer zu starken Zentralregierung schloss er sich in jener Zeit der von Thomas Jefferson gegründeten Demokratisch-Republikanischen Partei an. Bei den Kongresswahlen des Jahres 1804 wurde er im siebten Wahlbezirk von New York in das US-Repräsentantenhaus in Washington, D.C. gewählt, wo er am 4. März 1805 die Nachfolge von Josiah Hasbrouck antrat. Er schied nach dem 3. März 1807 aus dem Kongress aus. Danach ging er seinen früheren Geschäften nach. Er starb am 21. Februar 1827 in Catskill und wurde auf dem Old Cemetery in Madison (heute Leeds) beigesetzt.